# Jean-Claude Vajou
Jean-Claude Vajou, né le 16 mars 1929 à Fontainebleau et mort le 24 octobre 2003 à Saint-Mandé, est un journaliste politique français de presse écrite et de radio.

## Biographie
Entré au quotidien Combat à la fin des années 1950, Jean-Claude Vajou devient journaliste au service de politique intérieure du journal de 1960 à 1974, service dont il prend la direction vers 1961. De 1964 à 1968, il rédige mensuellement une synthèse politique pour Revue politique et parlementaire. Après la disparition de Combat, il participe avec Philippe Tesson à la création du Quotidien de Paris en 1974. Rédacteur en chef au service de politique intérieure du Quotidien de Paris (Groupe Quotidien) de 1974 à 1994, il sera également chroniqueur à la Dépêche du Midi, au Provençal, à L'Économie, au Réveil de Nemours et à Grenoble hebdo. Il mène en parallèle une carrière quotidienne d'éditorialiste politique à la radio sur RMC à partir de 1970 jusqu'en 1981, ainsi que d'intervenant occasionnel à la télévision ou à la radio dans les émissions politiques (telles que Le Grand Jury, Actuel 2, et sur France Inter...).
Il est également l'auteur, en 1967, d'un des premiers romans de politique-fiction, Le Premier Ministre a disparu et, en 1971, d'une biographie, JJSS par JJSS, consacrée à Jean-Jacques Servan-Schreiber.
Il a été conseiller municipal de 1989 à 2001 de Saint-Mandé, et fut fait officier de l'Ordre national du Mérite.
Époux de Maryvonne Le Tallec, il est le père de la critique Claire Vajou.

## Publications
- 1967 : Le Premier Ministre a disparu[7], La Table Ronde,  (ISBN 9782710315872).
- 1970 : Retour au parlement, Revue des deux Mondes, vol.2 février 1970.
- 1971 : JJSS par JJSS[8], La Table Ronde,  (ISBN 9782710313762), rééd. 1980.